# 三元里街道
三元里街道（さんがんりがいどう）は、広州市白雲区の街道。現行行政地名は三元里街道梓元崗社区、三元里街道石榴橋社区などの社区13個がある。

## 地理
広州市白雲区の中南部に位置している。

## 行政区画
13社区を管轄する。

## 施設

### 交通
・地下鉄の駅：